# Шамбон-Сент-Круа
Шамбо́н-Сент-Круа́ (фр. Chambon-Sainte-Croix) — коммуна во Франции, находится в регионе Лимузен. Департамент коммуны — Крёз. Входит в состав кантона Бонна. Округ коммуны — Гере.
Код INSEE коммуны — 23044.

## Население
Население коммуны на 2010 год составляло 88 человек.
| 1962 | 1968 | 1975 | 1982 | 1990 | 1999 | 2010 |
| ---- | ---- | ---- | ---- | ---- | ---- | ---- |
| 167  | 157  | 138  | 108  | 84   | 86   | 88   |

## Экономика
В 2010 году среди 37 человек трудоспособного возраста (15—64 лет) 26 были экономически активными, 11 — неактивными (показатель активности — 70,3 %, в 1999 году было 61,8 %). Из 26 активных жителей работали 19 человек (8 мужчин и 11 женщин), безработных было 7 (4 мужчины и 3 женщины). Среди 11 неактивных 2 человека были учениками или студентами, 7 — пенсионерами, 2 были неактивными по другим причинам.